# Painkillers
Painkillers è il secondo EP pubblicato dalla band Babes in Toyland, pubblicato nel 1993 dalla Reprise Records. L'EP contiene una seconda registrazione del brano He's My Thing, già compreso nel disco di debutto Spanking Machine, quattro nuove tracce che vennero scartate dall'album Fontanelle e una performance live di quest'ultimo chiamata Fontanellette. Fontanellette venne registrato nell'aprile del 1992 al CBGB di New York e contiene le seguenti canzoni: Bruise Violet, Bluebell, Angel Hair, Pearl, Blood, Magick Flute, Won't Tell, Realeyes, Spun, Mother, Handsome & Gretel.

## Tracce
1. He's My Thing – 2:56
2. Laredo – 2:42
3. Istigkeit – 4:23
4. Ragweed – 3:21
5. Angel Hair – 3:56
6. Fontanellette – 33:59

## Formazione
- Kat Bjelland - voce, chitarra
- Maureen Herman - basso
- Lori Barbero - batteria, voce